# Albuca crudenii
Albuca crudenii là một loài thực vật có hoa trong họ Măng tây. Loài này được Archibald mô tả khoa học đầu tiên năm 1956.